# Maruina boulderina
Maruina boulderina är en tvåvingeart som beskrevs av Vaillant 1963. Maruina boulderina ingår i släktet Maruina och familjen fjärilsmyggor.
Artens utbredningsområde är Colorado. Inga underarter finns listade i Catalogue of Life.